# NGC 5643
NGC 5643 је спирална галаксија у сазвежђу Вук која се налази на NGC листи објеката дубоког неба.
Деклинација објекта је - 44° 10' 28" а ректасцензија 14h 32m 40,7s. Привидна величина (магнитуда) објекта NGC 5643 износи 10,2 а фотографска магнитуда 10,9. Налази се на удаљености од 16,9000 милиона парсека од Сунца. NGC 5643 је још познат и под ознакама ESO 272-16, MCG -7-30-3, AM 1429-435, IRAS 14294-4357, PGC 51969.